# Ессекс (Нью-Йорк)
Ессекс (англ. Essex) — місто (англ. town) в США, в окрузі Ессекс штату Нью-Йорк. Населення — 621 особа (2020).

## Демографія
Згідно з переписом 2010 року, у місті мешкала 671 особа в 311 домогосподарстві у складі 182 родин. Було 582 помешкання
Расовий склад населення:
| - 98,8 % — білих - 0,3 % — азіатів |

До двох чи більше рас належало 0,9 %. Частка іспаномовних становила 0,7 % від усіх жителів.
За віковим діапазоном населення розподілялося таким чином: 17,1 % — особи молодші 18 років, 60,7 % — особи у віці 18—64 років, 22,2 % — особи у віці 65 років та старші. Медіана віку мешканця становила 49,8 року. На 100 осіб жіночої статі у місті припадало 104,0 чоловіків;  на 100 жінок у віці від 18 років та старших — 102,9 чоловіків також старших 18 років.
Середній дохід на одне домашнє господарство  становив 67 620 доларів США (медіана — 62 000), а середній дохід на одну сім'ю — 79 772 долари (медіана — 70 500). Медіана доходів становила 45 625 доларів для чоловіків та 24 519 доларів для жінок. За межею бідності перебувало 11,6 % осіб, у тому числі 12,5 % дітей у віці до 18 років та 5,4 % осіб у віці 65 років та старших.
Цивільне працевлаштоване населення становило 284 особи. Основні галузі зайнятості: освіта, охорона здоров'я та соціальна допомога — 34,5 %, будівництво — 9,5 %, сільське господарство, лісництво, риболовля — 9,2 %.